# Lluís Capdevila i Vilallonga
Lluís Capdevila i Vilallonga (Barcelona, 18 d'agost de 1893 - Andorra la Vella, 17 de març de 1980) fou un escriptor, periodista i llibretista de sarsueles català.

## Biografia
Va néixer al carrer del Clot de Barcelona, fill de Joaquim Capdevila i de Pilar Vilallonga.
Va publicar el seu primer llibre als setze anys, titulat La balada de les set germanes, amb el que va guanyar el primer premi d'un concurs organitzat per La Ilustració Catalana. Va començar a escriure com a periodista a una revista anomenada Joventut teatral. Cap al 1912 va col·laborar a la revista De tots colors, revista que havien dirigit Pompeu Crehuet i Joan Oller i Rabassa. De jove residí a París, on s'estigué fins a la declaració de la guerra del 1914. De retorn a Barcelona fundà la revista Los Miserables, on escrivien entre d'altres Salvat Papasseit, sota el pseudònim Gorkià. Els seus articles el varen dur a la presó Model durant uns mesos. Dirigí posteriorment L'Esquella de la Torratxa, La Campana de Gràcia i La Humanitat, formant equip amb els presidents Macià i Companys i amb el president Josep Tarradellas. Es convertí en una figura de la vida bohèmia i popular barcelonina. Va militar a l'Esquerra Republicana de Catalunya, i el 1939 s'exilià a Occitània. En ser ocupat aquest país pels nazis, es va posar al costat de la Resistència. El 1942 formà part del Comitè de Resistència de l'Arieja, sota el pseudònim Gerard de Saint Sauveur i l'any següent era tinent de les Forces Franceses de l'Interior. L'any 1942 retornà a Acs, per adedicar-se a escriure, però ni disposava de públic suficient ni troba cap editor que vulgui acceptar els originals que Capdevila anava escrivint i acumulant al seu calaix: més de quaranta obres de teatre, proses narratives i material per escriure les seves memòries. El 1950 entrava a la Facultat de Lletres i Ciències Humanes de la Universitat de Poitiers com a professor de literatura espanyola. L'any 1970 fundava, en aquesta Universitat, l'aula de Literatura i Filologia Catalanes. Va rebre nombroses distincions franceses, i també fou Ciutadà d'Honor de la ciutat de Viena (Àustria) i també de la ciutat de Bonn (Alemanya).
A mitjans els anys 1960 ajudà a posar en marxa l'editorial andorrana Editorial Andorra, on s'encarregà de dirigir una col·lecció literària que traduïa al català autors de renom internacional.
Va ser membre de la Universitat de Poitiers fins al 1973, en què es jubilà i s'instal·là a Sant Julià de Lòria (Andorra). A Andorra col·labora a les publicacions d'un altre exiliat català, Norbert Orobitg i Carné, Claror i Anuari turístic i comercial d'Andorra. També participa en el diari Poble Andorrà. Diari independent, durant els anys 1974-1977. Capdevila participà activament de la vida cultural del seu país d'acollida, oferint conferències i fent d'altres activitats com ara presentacions de llibres.
En col·laboració amb Víctor Mora i Alzinelles va escriure el llibret Cançó d'amor i de guerra, estrenada al Teatre Nou de Barcelona el 16 d'abril del 1926, la seva obra més popular, i La Legió d'Honor musicades les dues per Rafael Martínez i Valls. A part de l'obra dramàtica, va publicar dos volums de memòries: L'alba dels primers camins (Editorial Andorra, 1968) i De la Rambla a la presó (Edicions Paraula Viva, 1975) i el famós L'art de fumar en pipa (1970).
L'any 1976 en morir el general Francisco Franco, va retornar a la seva Barcelona natal, on va rebre un homenatge a l'Ateneu Barcelonès.

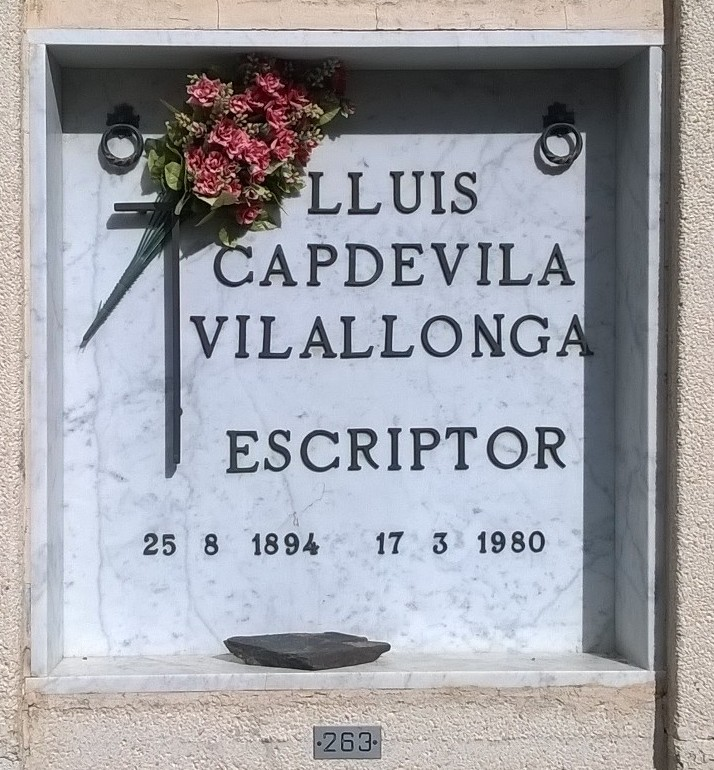
Làpida de Lluís Capdevila i Vilallonga al cementeri de la Fontaneda de Sant Julià de Lòria (Andorra)

Morí el 17 de març de 1980 a l'Hospital d'Andorra, després d'una llarga malaltia. Fou sebollit al costat de la seva dona, Montserrat Pallejà Canela, que morí uns anys abans a causa d'una embòlia, al cementiri de la Fontaneda de Sant Julià de Lòria. El taüt, amb les seves despulles anava embolcallat amb la senyera catalana, tal com fou el seu desig. L'enterrament fou presidit per Lluís Gausachs, secretari particular de Josep Tarradellas.

## Fons personal
L'any 2014 Carles Capdevila Mur fa donació dels manuscrits de Lluís Capdevila a la Universitat Autònoma de Barcelona i queden dipositats a la Biblioteca d'Humanitats. Aquest fons està format per part de la seva documentació personal. Consta bàsicament de manuscrits i mecanoscrits d'obra pròpia (obres de teatre, articles, traduccions…).

## Obra dramàtica
- El seu millor amic.
- 1920. L'auca de la cupletista. Escenes pintoresques de la gent del ferro en 4 actes. En col·laboració amb Manuel Fontdevila. Estrenada al Teatre Nou (Avinguda del Paral·lel) el mes de gener de 1920.
- 1920. Les dones del music-hall: segona part de l'auca de la cupletista. En col·laboració de Manuel Fontdevila. Estrenada al Teatre Nou de Barcelona el dia 14 de maig de 1920.
- 1920. La maja de los lunares. Opereta en 2 actes. Llibret en col·laboració de Casimir Giralt. Música de Ferran J. Obradors. Estrenada al Teatre Tívoli de Barcelona el divendres, 29 d'octubre de 1920.
- 1921. S. M. el Dollar. Opereta. Llibret en col·laboració de Casimir Giralt i Bullich. Música de	Ferran J. Obradors. Estrenada al Teatre Cervantes de Madrid el 9 de desembre de 1921
- 1925. Ric-Ric. Revista en 3 actos y 30 cuadros. Llibret en col·laboració de Joaquim Montero i d'Eugenio Rodríguez Arias. Música d'Enric Clarà i de J. M. de Tena. Estrenada al Teatre Còmic de Barcelona. 1925
- 1925. Les flors de la guillotina. Drama en 3 actes. Estrenat al Teatre Apol·lo de Barcelona el 9 d'octubre de 1925.
- 1926. Cançó d'amor i de guerra. Obra lírica en 2 actes, el segon dividit en 2 quadres. Llibret en col·laboració amb Víctor Mora. Música de Rafael Martínez Valls. Estrenada al Teatre Nou de Barcelona el 16 d'abril de 1926
- 1926. El ídolo de carne. En col·laboració amb Casimir Giralt. Estrenada al teatre Tívoli de Barcelona.
- 1929. El aguilón. En col·loboració de Pedro Puche. Música de Joaquim Zamacois. Estrenada al Teatre Victòria (Barcelona).
- 1930. La Legió d'Honor. Obra lírica en 2 actes, Llibret en col·laboració amb Víctor Mora. Música de Rafael Martínez Valls. Estrenada al Teatre Nou de Barcelona el 26 de febrer de 1930
- 1930. La dona, el Valentí i el marit. Obra en 3 actes. En col·laboració d'Agustí Collado. Estrenada al Teatre Talia de Barcelona el dia 6 de març de 1930.
- 1930. El crim de Vera Mirzeva. Drama en 4 actes. reproducció catalana de Lluís Capdevila i Enric Lluelles.
- 1930. Music-hall o l'últim amor de Marion. Escenes de la mala vida de Nova York. Traducció de Lluís Capdevila.
- 1931. La falç al puny. Sarsuela en 2 actes. Llibret en col·laboració d'Homedes Mundo. Música de Manuel Blancafort. Estrenada al Teatre Nou de Barcelona el 6 de febrer de 1931.
- 1934. La mecanògrafa màrtir. Comèdia en 1 acte.
- 1935. 14 d'abril, claror d'alba. Obra escènica en 1 acte.
- 1935. Adriana i l'amor. Comèdia dramàtica en 1 acte i dos finals.
- 1936. Crim i càstig. Escenificació de la novel·la de Fiódor Dostoievski per Josep Maria Jordà i Lluís Capdevila.
- 1955. Chronique de Noël en temps de Guerre. Escrita directament en francés i publicada a la revista Europe. Traduïda a l'alemany per Elisabeth Maurenrecher i estrenada a Múnic l'any 1955. Des d'aleshores es ve representant cada any de forma tradicional.

## Novel·la
- La balada de les set germanes. 1912
- Ella i ell: història d'uns primers amors. 1917
- La glòria d'en Joan Ramon. 1923
- La Venus coixa. 1924
- En lo millor de la vida. 1922
- Berta, la del trist destí. 1925
- El pas de l'amor. 1924
- El cor de la muntanya. 1924
- Nou anys i un dia d'amor. 1925
- Memòries d'un llit de matrimoni. 1926.
- Venus i els bàrbars. 1929?
- El fill. 192-?
- Home d'amor i d'aventura. 1935
- La bella i el monstre. 1936
- Llibre d'Andorra. Història i paisatge. (Ed. Selecta, 1958)
- Nouvelle découverte de l'Andorre. 1959
- Llibre d'Andorra. Història i paisatge. (2a ed. Ed. Andorra, 1970)
- L'art de fumar en pipa. 1970
- La pecadora i altres facècies. 1931

## Memòries i biografies
- Angel Samblancat. 1927
- Per la justícia i per la llibertat (1932)[16]
- Té la paraula el senyor... cròniques del Parlament de Catalunya (1933)[17]
- Diari de Guerra. 1937
- L'alba dels primers camins. 1968
- De la Rambla a la presó. 1975[18]
- Història de la meva vida i dels meus fantasmes. La república, el periodisme, el teatre (Cossetània Edicions, 2012)
- FIGUERES, Josep Maria. (ed.) Les 227 cròniques de guerra de Lluís Capdevila. 1936-1939 Arxivat 2015-04-13 a Wayback Machine.. Barcelona: Fundació Josep Irla, 2011

## Traduccions dutes a terme[19]
- La rectoría, d'Antonio Paso i Joaquín Dicenta (Ràfols, 1922)
- El crim de Vera Mirzeva, de L.M. Urbanlev (Llibreria Bonavia, 1930)
- La gata blanca; Història de desitjada, la princesa cérvola; Bella-Bella o, el Cavaller sortós i Leandre, el príncep gnom, de Madame d'Aulnoy
- Crim i càstig, de Dostoievski (1936)
- La monja, de Denis Diderot
- L'últim amor de Marion, escenes de la mala vida a Nova York (1930?)